# Jiaoganghu
Jiaoganghu (kinesiska: 焦岗湖) är en köping i östra Kina. Den ligger i häradet Fengtai i Huainans stad på prefekturnivå i provinsen Anhui, omkring 100 kilometer nordväst om provinshuvudstaden Hefei. Antalet invånare är 30763. Befolkningen består av 14 790 kvinnor och 15 973 män. Barn under 15 år utgör 21,0 %, vuxna 15-64 år 65 %, och äldre över 65 år 12,0 %.